# Pierre Poumeau
Pierre Poumeau (1697 i København (døbt 12. september) – 15. maj 1791 sammesteds) var en dansk-norsk officer.
Han var søn af tobakstold- og konsumtionsforpagter i København Pierre Poumeau. Han blev 1716 sekondløjtnant ved Smålenske Infanteriregiments reserve, men forsattes 1717 til Patroclus Rømelings (norske) gevorbne Infanteriregiment, blev 1723 premierløjtnant, 1728 kaptajn, 1738 karakteriseret major og fik 1740 denne grad ved regimentet, blev 1741 sekondmajor, 1749 karakteriseret oberstløjtnant, 1753 premiermajor, havde allerede 1750 erholdt obersts karakter; men denne udnævnelse blev ikke "expederet" før 1754, da han samtidig blev virkelig oberstløjtnant; alt ved samme regiment. Poumeau blev 1759 chef for 1. akershusiske Infanteriregiment, lå ved denne tid i Danmark og Holsten, hvorhen i disse år en bataljon af hans regiment var beordret, medens man frygtede krig med Rusland. 1762 blev han generalmajor, 1767 deputeret i det norske Generalitets- og Kommissariatskollegium, 1773 generalløjtnant, 1774 Ridder af Dannebrog, 1778 chef for Søndenfjeldske gevorbne Infanteriregiment og 1784 interimskommandant på Akershus. 1787 blev han endelig, 90 år gammel, entlediget fra de ham betroede poster og udnævnt til general, "at blive staaende i Detaillen". Først 15. maj 1791 døde han i København. Poumeau skal have været liden af vækst, "men af god Anseelse".
Han blev gift 1730 med Kirstine Catharine Riis (10. januar 1715 i Christianssand - 23. januar 1751 i Christiania), datter af kancelliråd Michael Riis til Nørlund i Jylland, tolder og postmester i Christianssand, og dermed søster til Engelke Godefroid de Løwenstierne.